# ديفيد ديديك
ديفيد ديديك (بالسلوفينية: David Dedek)‏ مواليد 25 يناير 1971 في ليوبليانا، هو مدرب كرة سلة سلوفيني ولاعب سابق. بدأ مسيرته الاحترافية في سنة 1995.

## المسيرة الاحترافية
لعب مع فوتسوافك من سنة 2002 إلى 2007، ثم لعب مع شلوسك فروتسلاو في سنة 2007، ثم لعب مع أسكو غدينيا من سنة 2007 إلى 2011، ثم لعب مع كشالين في موسم 2011–2012، ثم لعب مع أسكو غدينيا من سنة 2013 إلى 2015، ثم لعب مع كشالين في موسم 2015–2016.